# Arthur Arnould
Arthur Arnould, que solía escribir con el seudónimo Arthur Matthey (Dieuze, 17 de abril de 1833-París, 26 de noviembre de 1895), fue un escritor y periodista francés.
Fue miembro de la Hermandad Hermética de Luxor y de la Sociedad Teosófica. Se casó con la pintora viuda Delphine de Cool en 1890. Asimismo, tiene su entrada en el Dictionnaire des anarchistes francés.